# Games People Play (chanson)
Pour les articles homonymes, voir Games People Play.
Singles de Joe South
You're the Reason
(1961) Birds of a Feather
(1969)
Games People Play est une chanson de Joe South parue en 1968. C'est l'une de ses chansons les plus connues ; elle a remporté le Grammy Award de la chanson de l'année en 1970.

## Reprises
Dès 1969, Freddy Weller, guitariste de Paul Revere & The Raiders, enregistre une reprise country de Games People Play. C'est son premier 45-tours en solo, et il se classe no 2 du Hot Country Songs. Elle a également été reprise par :
- Dizzy Gillespie sur l'album It's My Way (1969) ;
- Ray Stevens sur l'album Have a Little Talk with Myself (1969) ;
- Ernest Tubb sur l'album Saturday Satan Sunday Saint (1969) ;
- Dolly Parton sur l'album My Blue Ridge Mountain Boy (1969) ;
- Shirley Scott sur l'album Something (1970) ;
- Renée Martel (en français) sur l'album Renée Martel (1970) ;
- Lee Dorsey sur l'album Yes We Can (1970)
- Barbara Mandrell sur l'album Treat Him Right (1971) ;
- Inner Circle sur l'album Reggae Dancer (1994) ;
- Tesla sur l'album Bust a Nut (1994) ;
- Hank Williams, Jr. sur l'album I'm One of You (2003) ;
- Babado Novo sur l'album Sem-Vergonha (2003).

En 1969, Jacques Plante adapte Games People Play en français pour Claude François sous le titre Jeu dangereux.
En 1970, Games People Play fut adaptée en français sous le titre Nos jeux d'enfant par Renée Martel.